# Rally Islas Canarias - El Corte Inglés de 2010
El Rally Islas Canarias - El Corte Inglés 2010 fue la edición 34º, la cuarta ronda de la temporada 2010 del IRC y la segunda ronda del temporada 2010 del Campeonato de España de Rally. Se celebró del 29 de abril al 1 de mayo y contó con un itinerario de quince tramos sobre asfalto que sumaban un total de 221,59 km cronometrados.

## Itinerario
| Día               | Tramo | Nombre | Distancia                   | Hora     | Ganador       | Tiempo    | Veloci. media | Líder rally |
| ----------------- | ----- | ------ | --------------------------- | -------- | ------------- | --------- | ------------- | ----------- |
| Día 1 (30 Abr)    | SS1   | 9:00   | Moya I                      | 8.61 km  | Kris Meeke    | 5:04.4    | 101.83 km/h   | Kris Meeke  |
| Día 1 (30 Abr)    | SS2   | 9:22   | Fontanales I                | 24.85 km | Juho Hänninen | 16:03.8   | 92.82 km/h    | Kris Meeke  |
| Día 1 (30 Abr)    | SS3   | 10:20  | Teror I                     | 11.83 km | Jan Kopecký   | 7:09.7    | 99.11 km/h    | Kris Meeke  |
| Día 1 (30 Abr)    | SS4   | 12:55  | Moya II                     | 8.61 km  | Kris Meeke    | 4:58.8    | 103.73 km/h   | Kris Meeke  |
| Día 1 (30 Abr)    | SS5   | 13:17  | Fontanales II               | 24.85 km | Kris Meeke    | 15:52.4   | 93.93 km/h    | Kris Meeke  |
| Día 1 (30 Abr)    | SS6   | 14:15  | Teror II                    | 11.83 km | Kris Meeke    | 7:06.4    | 99.88 km/h    | Kris Meeke  |
| Día 1 (30 Abr)    | SS7   | 17:33  | Era del Cardón              | 8.92 km  | Kris Meeke    | 5:23.9    | 99.14 km/h    | Kris Meeke  |
| Día 1 (30 Abr)    | SS8   | 17:55  | Ingenio                     | 29.95 km | Jan Kopecký   | 18:27.0   | 97.40 km/h    | Jan Kopecký |
| Día 1 (30 Abr)    | SS9   | 19:03  | La Atalaya de Santa Brigida | 7.80 km  | Cancelado     | Cancelado | Cancelado     | Jan Kopecký |
| Día 2 (1 de mayo) | SS10  | 8:48   | Santa Brigida I             | 7.80 km  | Jan Kopecký   | 4:41.9    | 99.61 km/h    | Jan Kopecký |
| Día 2 (1 de mayo) | SS11  | 9:28   | Telde I                     | 25.26 km | Alberto Hevia | 15:05.4   | 100.44 km/h   | Jan Kopecký |
| Día 2 (1 de mayo) | SS12  | 10:23  | Agüimes I                   | 9.11 km  | Jan Kopecký   | 5:29.1    | 99.65 km/h    | Jan Kopecký |
| Día 2 (1 de mayo) | SS13  | 12:54  | Santa Brigida II            | 7.80 km  | Kris Meeke    | 4:39.1    | 100.61 km/h   | Jan Kopecký |
| Día 2 (1 de mayo) | SS14  | 13:34  | Telde II                    | 25.26 km | Kris Meeke    | 15:37.4   | 97.01 km/h    | Jan Kopecký |
| Día 2 (1 de mayo) | SS15  | 14:29  | Agüimes II                  | 9.11 km  | Kris Meeke    | 5:28.2    | 99.93 km/h    | Jan Kopecký |

## Clasificación final
| Pos.     | Piloto              | Copiloto         | Automóvil                     | Tiempo    | Diferencia | Puntos  |
| General  | General             | General          | General                       | General   | General    | General |
| -------- | ------------------- | ---------------- | ----------------------------- | --------- | ---------- | ------- |
| 1.       | Jan Kopecký         | Petr Starý       | Škoda Fabia S2000             | 2:12:27.4 | 0.0        |         |
| 2.       | Juho Hänninen       | Mikko Markkula   | Škoda Fabia S2000             | 2:12:36.5 | 9.1        |         |
| 3.       | Guy Wilks           | Phil Pugh        | Škoda Fabia S2000             | 2:13:03.8 | 36.4       |         |
| 4.       | Kris Meeke          | Paul Nagle       | Peugeot 207 S2000             | 2:13:32.9 | 1:05.5     |         |
| 5.       | Bruno Magalhães     | Carlos Magalhães | Peugeot 207 S2000             | 2:13:45.2 | 1:17.8     |         |
| 6.       | Alfonso Viera       | Víctor Pérez     | Ford Focus RS WRC '06         | 2:13:54.1 | 1:26.7     |         |
| 7.       | Miguel Ángel Fuster | Ignacio Aviño    | Porsche 911 GT3               | 2:14:00.5 | 1:33.1     |         |
| 8.       | Alberto Hevia       | Alberto Iglesias | Škoda Fabia S2000             | 2:14:52.5 | 2:25.1     |         |
| 9.       | Joan Vinyes         | Jordi Mercader   | Suzuki Swift S1600            | 2:19:32.4 | 7:05.0     |         |
| 10.      | José María Ponce    | Carlos Larrodé   | BMW M3                        | 2:19:57.7 | 7:30.3     |         |
| IRC      |                     |                  |                               |           |            |         |
| 1.       | Jan Kopecký         | Petr Starý       | Škoda Fabia S2000             | 2:12:27.4 | 0.0        | 10      |
| 2.       | Juho Hänninen       | Mikko Markkula   | Škoda Fabia S2000             | 2:12:36.5 | 9.1        | 8       |
| 3.       | Guy Wilks           | Phil Pugh        | Škoda Fabia S2000             | 2:13:03.8 | 36.4       | 6       |
| 4.       | Kris Meeke          | Paul Nagle       | Peugeot 207 S2000             | 2:13:32.9 | 1:05.5     | 5       |
| 5.       | Bruno Magalhães     | Carlos Magalhães | Peugeot 207 S2000             | 2:13:45.2 | 1:17.8     | 4       |
| 6. (8.)  | Alberto Hevia       | Alberto Iglesias | Škoda Fabia S2000             | 2:13:52.5 | 1:25.1     | 3       |
| 7. (12.) | Ruben Gracia        | Diego Sanjuan    | Mitsubishi Lancer Evolution X | 2:22:33.9 | 10:06.5    | 2       |
| 8. (13.) | Sergio Vallejo      | Diego Vallejo    | Ford Fiesta S2000             | 2:25:17.1 | 12:49.7    | 1       |
| España   |                     |                  |                               |           |            |         |
| 1. (7.)  | Miguel Ángel Fuster | Ignacio Aviño    | Porsche 911 GT3               | 2:14:00.5 | 0.0        | 52,5    |
| 2. (8.)  | Alberto Hevia       | Alberto Iglesias | Škoda Fabia S2000             | 2:14:52.5 | 0:52,5     | 45      |
| 3. (9.)  | Joan Vinyes         | Jordi Mercader   | Suzuki Swift S1600            | 2:19:32.4 |            | 40,5    |

| Predecesor: Vilajoyosa 2010 | España 2010 | Sucesor: Cantabria 2010 |